# Наварра
Нава́рра (ісп. Comunidad Foral de Navarra, баск. Nafarroako Foru Erkidegoa) — раніше королівство, нині автономна спільнота на півночі Іспанії, біля південної підошви західних Піренеїв, на кордоні з Францією.
Площа 10 391 км². Населення 601 874 (2006). Переважно, етнічні баски (близько 47 %) та іспанці. Важливе місто Наварри та її адмістративний центр — Памплона.
Територія автономної спільноти поділяється на 272 муніципалітети.

## Географія
Північна частина Наварри, Монтана, цілком зайнята відрогами південних Піренеїв (вища точка — пік Ані, 2 504 м), південна частина знаходиться на плато заввишки 400–500 м. Середня температура січня в Памплоні близько 2,5 °C, липня — 20 °C. Провінція зрошується річкою Ебро, з припливами що протікає в основному по південному кордону, з притоками Ега й Арагон, а також річкою Бідассоа (на півночі). Ліси (переважно широколистяні) є лише в гірській частині провінції, плато зайняте солончаковими степами, використовуваними в тваринництві (розводиться велика рогата худоба і вівці). Більш родюча долина річки Ебро на крайньому півдні (вирощування пшениці, цукрового буряка, винограду). У Піренеях розвинені виноградарство, садівництво; спрадавна вирощуються каштани і волоські горіхи; є незначний лісовий промисел.
Видобувна, деревообробна, паперова, шкіряно-взуттєва, металургійна, хімічна, харчова (цукрова і виноробна) промисловість.

## Назва
Перша документальна згадка про «Наварру» міститься у хроніці Ейнгарда, в описі бенкетів Карла Великого, де згадуються лат. navarros. В Анналах королівства франків згадуються лат. nabarros. 
Точне значення слова не відоме. Існує дві етимологічні гіпотези:
- «Наварра» походить від баск. nabar, «брунатний»
- «Наварра» походить від баск. naba (ісп. nava) «долина, рівнина» + баск. herri, «люд, земля».

## Історія
Докладніше: Наваррське королівство
Нинішня іспанська провінція Наварра становить лише південну половину однойменного середньовічного королівства — Верхню Наварру: Нижня Наварра, розташована на північному схилі Піренеїв, входить до складу Франції. Прадавніми відомими жителями Наварри були васкони, що походять від древніх іберів, прадавнього населення Іспанії; нащадками їх є баски. Наварра, як і вся територія Іспанії, послідовно підкорялася римлянами, свевами, вестготами (у VI столітті), маврами (у VIII столітті).
У 778 Карл Великий зайняв велику частину території Наварри, відтіснивши маврів, але незабаром зазнав поразки від басків, що розбили керівника його військ, — знаменитого Роланда, і вимушений був поступитися майже всіма завойованими землями. Його син, король Аквітанії, на початку IX століття відновив іспанську монархію, до складу якої увійшла Наварра. Внаслідок розбратів у франкському королівстві жителі Наварри здобули незалежність і вибрали своїм графом Санчо I Гарсію, що вважався нащадком вестготського короля Реккареда; завоювавши Памплону, він у 905 проголосив самостійне королівство Наварра; після відвоювання у сарацинів району верхнього Ебро, перший король Наварри помер у 925. Найуспішнішим з нащадків Санчо Гарсії став Санчо III Великий (правив близько 1000-1035), який завоював майже всю північну частину Іберійського півострова і розділив її між чотирма синами; Наварра дісталася його синові Гарсії. Внаслідок розділу більшість приєднаних Санчо III територій фактично стали самостійними королівствами. У 1076 Наварра втратила незалежність, попавши під владу арагонського короля, що відібрав престол у Санчо IV. Втім, незабаром, у 1134, Наварра знову стала незалежним королівством на чолі з Гарсією V.
У 1234, після смерті Санчо VII, що не мав спадкоємців, у Наваррі французьким графом Тібо Шампанським була заснована нова династія. Остання представниця цієї династії, Іоана, вийшла заміж за французького короля Філіппа IV Вродливого. Таким чином, Наварра стала частиною території Франції.
Після припинення чоловічої лінії Капетингів (1328), Наварру успадковувала Жанна II, дочка Людовіка X, і правителем став її чоловік, французький граф Філіпп III. По смерті останнього влада перейшла до його сина, Карла II Злого. Разом з рукою його внучки, Бланки, в 1441 королівство відійшло до Хуана Арагонського; Наварра була сполучена з Арагонським королівством впродовж подальших 38 років. У 1479 землі Наварри був об'єднані з Беарном: Хуан Арагонський заповідав Наварру своїй дочці Бланці II, що була дружиною Гастона, віконта Беарнського. У 1484 Наварра перейшла до родини Альбре, що володіла нею до 1512 і втратила панування над цією частиною Піренейського півострова в боротьбі з іспанським королем Фернандо II Арагонським. Упродовж середньовіччя економічний розвиток Наварри залишався низьким; міст на її території було мало, у горах були селянські громади.
У 1517 син короля Іоана, Генріх II, успадковував Нижню Наварру і Беарн; у 1527 році він одружився з Маргаритою Валуа. Його єдина дочка і спадкоємиця Йоанна д'Альбре вийшла заміж за Антуана Бурбона. Її правління відоме, перш за все, введенням в Наваррі кальвінізму. У 1589, разом зі вступом її сина Генріха III на французький престол (під ім'ям Генріха IV), Нижня Наварра остаточно втратила самостійність і була включена в територію Франції. Втім, Наварра зберігала ряд привілеїв аж до Великої французької революції, а французькі королі до 1830 носили титул королів Франції і Наварри.
Верхня Наварра досі перебуває у складі Іспанії. Вона, на відміну від Нижньої Наварри, зберігала політичні привілеї довго — до першої половини XIX століття (так, до 1833 вона мала статус віце-королівства; старовинні дворянські привілеї Наварри зберігалися до 1839). У 1808 територія Верхньої Наварри була зайнята військами наполеонівської Франції; звільнена в 1814. Під час карлістської війни 1833-1840 і війни 1872-1876 років наваррці підтримували карлістів, що пообіцяли відновити минулу автономію Наварри. Результатом поразки карлістів стала втрата Наваррою багатьох привілеїв. У 1876 Наварра була позбавлена всяких залишків автономії і стала звичайною іспанською провінцією.
Під час Іспанської революції у 1931 Наварра — вогнище селянських виступів, направлених на повну ліквідацію феодальних відносин у провінції. Цього ж року Наварра була об'єднана з Країною Басків в єдину автономну державу у складі Іспанії. В період громадянської війни 1936-39 рр. Наварра — на стороні націоналістів Франка, що заохочувало організації карлістів (бойові загони «рекете»).

## Особливості автономної спільноти
Розташована на північному сході Іберійського півострова, Наварра межує з Францією на півночі, Арагоном на сході, Ла-Ріохою на південному заході, і Баскською Країною на заході. Територія включає анклав, Петілья-де-Арагон, який цілком оточує Арагон.
Суспільство управляється як автономний регіон з його власним парламентом (Parlamento de Navarra) і урядом (Gobierno de Navarra). На відміну від інших регіонів (і подібно до Країни Басків), вона має майже повну відповідальність за збір і управління податків, які повинні слідувати за повними директивами, встановленими Іспанським урядом, але, можливо, має деякі незначні відмінності.
Попри її відносно маленький розмір, абсолютні контрасти особливостей Наварри, у географії, з піренейського гірського масиву, який превалює над територією до рівнин долини річки Ебро на півдні.

### Адміністративний устрій
Наварра складається з 272 муніципалітетів і має загальну чисельність населення 601 874 (2006), з якого приблизно одна третина живе в столиці, Памплоні (195 769 чол.), і половина в столичній області столиці (315 988 чол.). В регіоні немає жодних інших великих муніципалітетів. Наступний найбільший — Тудела (32 802), Бараньяйн (22,401), Бурлада (18,388), Естелья (13,892), Сісур-Майор (13,197) Тафалья (11,040), Вільява (10,295), і Ансоайн (9,952).

### Клімат
Клімат Наварри змішує вплив від піренейських гір і долини річки Ебро, створюючи велику різницю між кліматом півночі (значно більше вологий і з частою кількістю опадів) і півдня (більше Середземного моря з вищими температурами).

## Енергетична політика
Наварра лідирує в Європі по використанню поновлюваної технології енергії і планує досягти 100 % поновлюваного покоління електрики до 2010. До 2004, 61 % регіональної електрики виробляли поновлювані джерела, що складаються з 43,6 % від 28 вітряків, 12 % від понад 100 невеликих водних турбін, і 5,3 % від 2 біомаси і 2 заводів біогазу. Крім того, регіон має найбільшу фотогальванічну енергетичну установку в іспанському Монте де К'єрцо Тудела (1,2 місткість MWp) плюс декілька сотень більш маленьких фотогальванічних установок.
Розвиток починаючи з 2004 включає подальше впровадження фотогальванічних заводів в Ларіоні (0,25 MWp)  і інший в Кастехоні (2,44 MWp), також один із найбільших в Іспанії .

## Культура

Мапа показує щільність баскськомовного населення

Наварра має лише одну державну мову — іспанську, але також вживається й баскська мова. Північно-західна частина суспільства в значній мірі баскськомовна, у той час, як південна частина майже цілком іспаномовна. Столиця Памплона знаходиться в змішаному регіоні. Наварра поділяється на три частини лінгвістично: регіони, де баскська мова широко поширена (область, що говорить баскською), регіони, де баскська мова присутня (змішаний регіон), і регіони, де баскська мова відсутня (область, що говорить іспанською).

### Монографії. Статті
- Collins, Roger. The Basques (2nd ed.). Oxford, UK: Basil Blackwell, 1990.
- Jimeno Jurío, José María. ¿Dónde fue la Batalla de "Roncesvalles"?. Pamplona: Pamiela, 2004.
- Larrea, Juan José; Lorenzo, Jesús. Barbarians of Dâr al-Islâm: the Upper March of al-Andalus and the Western Pyrenees in the Eighth and Ninth Centuries  // La Transgiordania Nei Secoli XII-XIII e le "frontiere" del Mediterraneo Medievale. Oxford: Archaeopress, 2012, pp. 277–288.
- Sorauren, Mikel. Historia de Navarra, el estado vasco. Pamiela, 1999.